# مایکل متیوز
مایکل متیوز (اسپانیایی: Michael Matthews‎؛ زادهٔ ۲۶ سپتامبر ۱۹۹۰) یک دوچرخه‌سوار اهل استرالیا است.
از افتخارات وی میتوان به کسب مدال نقره مسابقات قهرمانی دوچرخه‌سواری جاده جهان ۲۰۱۵ اشاره کرد.